# 우주리
우주리(1989년 9월 12일 ~ )는 대한민국의 은퇴한 배구 선수로 현역 시절 포지션은 세터이다. 2007년 V-리그 여자부 드래프트 3라운드 5순위로 흥국생명 핑크스파이더스의 지명을 받으며 프로 선수 생활을 시작했고, 은퇴할 때까지 그 팀에서 뛰었다.

## 소개
데뷔때부터 아담하고 수려한 외모로 흥국생명의 미녀 군단 칭호의 일원이었으며 누나부대가 있을정도로 인기가 많았다.
흥국생명 황금기를 경험하며 우승에도 기여하였다.
작은키 탓에 리베로를 보기도 했지만 세터로서 토스의 질과 노련함과 수싸움은 수준급인 세터이다.

## 약력
- 세화여고 졸업
- 2007년 3라운드 5순위 흥국생명 핑크스파이더스 입단
- 07-08 정규리그 준우승
- 08-09 정규리그 우승
- 2010 기업은행배 컵대회 우승